# Alfredo Roque Gameiro

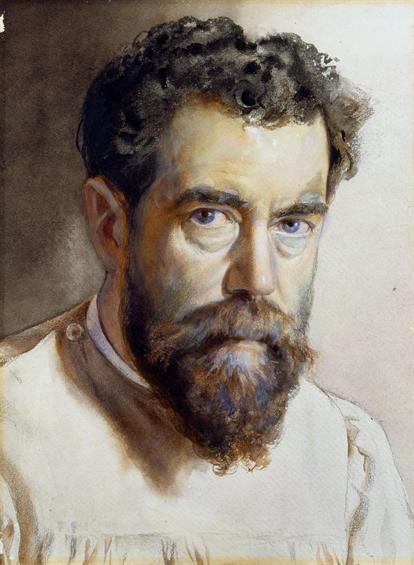
Der Maler Alfredo Roque Gameiro

Alfredo Roque Gameiro (* 4. April 1864 in Minde, Alcanena, Distrikt Santarém, Portugal; † 5. August 1935 in Lissabon, Portugal) war ein portugiesischer Maler.

## Leben und Wirken
Roque Gameiro entstammte einer Kaufmannsfamilie, einige Familienmitglieder waren ebenfalls Künstler gewesen. 
Er arbeitete zunächst seit 1874 als Lithograph in Lissabon, dann studierte er dort an der Akademie für Bildende Künste und von 1883 bis 1886 bei Ludwig Nieper in Leipzig an der dortigen Kunstgewerbeschule. Später kehrte er nach Lissabon zurück.
1900 nahm er mit Gemälden beim portugiesischen Pavillon der Weltausstellung in Paris teil, was ihm eine Medaille einbrachte. 
1911 eröffnete er in Lissabon sein Atelier. Als Hochschullehrer war er in Portugal an Akademien für Kunst und Kunstgewerbe tätig. Und auch als Buchillustrator versuchte er sich und schuf so das Titelbild für ein Werk von Júlio Dinis.
Alfredo Roque Gameiro starb am 5. August 1935 in Lissabon. Dort und in Odivelas sind Straßen nach ihm benannt, in Minde existiert ein Museum für seine Gemälde.

## Malerei

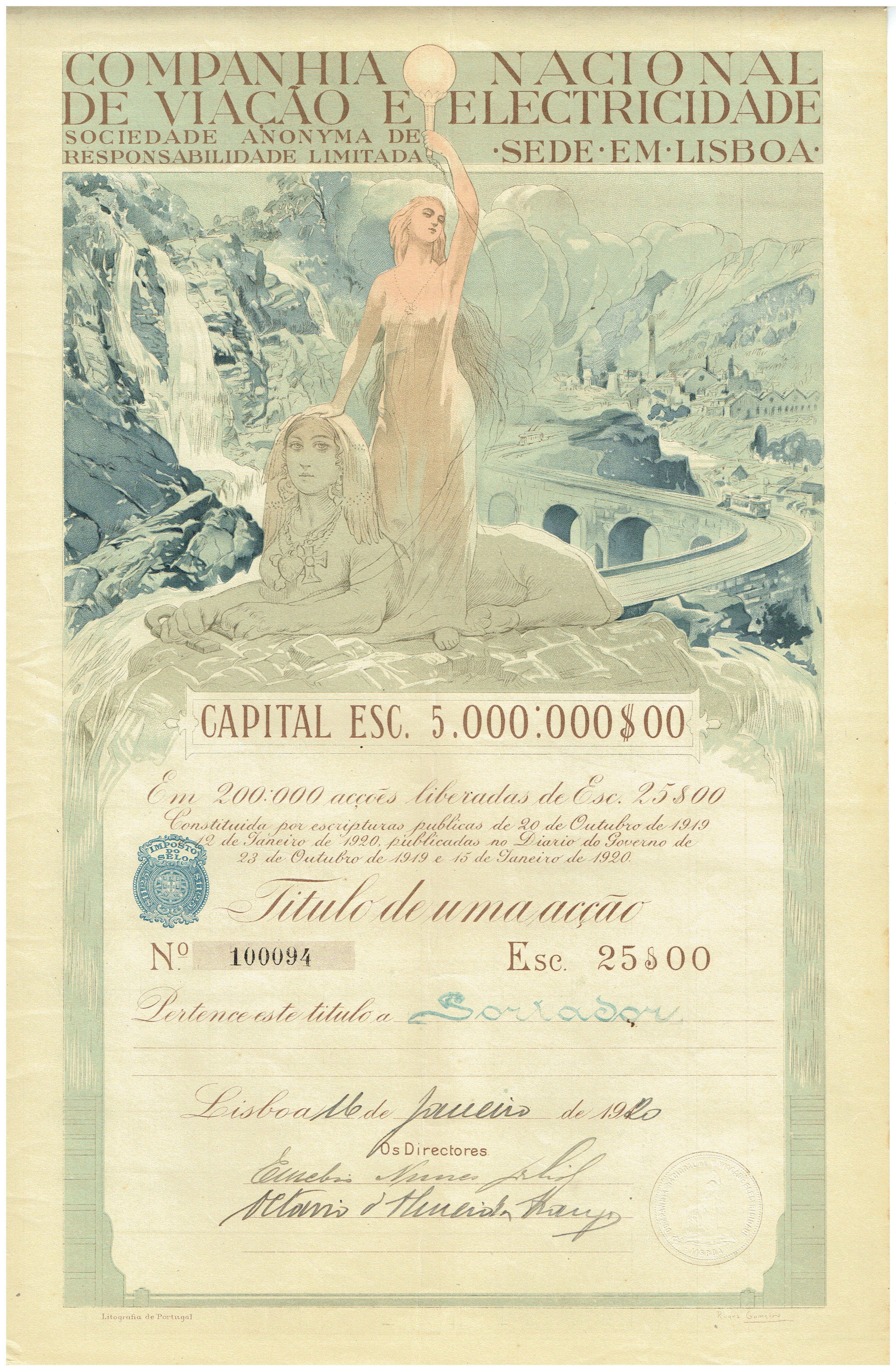
Aktie der Companhia Nacional de Viacao e Electricidade S.A. vom 16. Januar 1920, entworfen von Alfredo Roque Gameiro

Bekannt wurde er durch seine Aquarelle, die zur besten portugiesischen Malerei seiner Zeit zählen. Auch als Zeichner war er tätig.
Er schuf Bilder und Gemälde zu volkstümlichen Themen wie Volkstrachten, aber auch Landschaftsgemälde, historische Gemälde und Porträts, so auch eines von König Karl I. von Portugal und der Algarve aus dem Jahr 1902. Um Inspirationen und Eindrücke zu erhalten, bereiste er das gesamte Land.
Werke von ihm sind in allen bedeutenden portugiesischen Museen, aber auch im Museum für zeitgenössische Kunst in Madrid zu finden.